# Dasypolia ochracea
Dasypolia ochracea là một loài bướm đêm trong họ Noctuidae.